# William Davis Daly

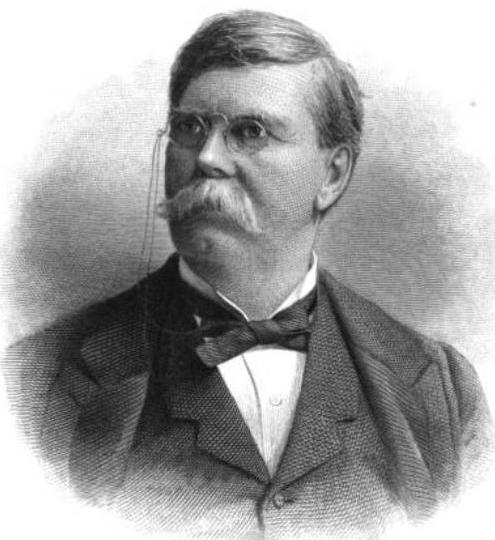
William Davis Daly

William Davis Daly (* 4. Juni 1851 in Jersey City, New Jersey; † 31. Juli 1900 in Hoboken, New Jersey) war ein US-amerikanischer Politiker. In den Jahren 1900 und 1901 vertrat er den Bundesstaat New Jersey im US-Repräsentantenhaus.

## Werdegang
William Daly besuchte die öffentlichen Schulen seiner Heimat. Danach arbeitete er einige Zeit mit Eisenpflügen. Nach einem anschließenden Jurastudium und seiner 1874 erfolgten Zulassung als Rechtsanwalt begann er im Hudson County in diesem Beruf zu arbeiten. Zwischen 1885 und 1888 war er stellvertretender Bundesstaatsanwalt für New Jersey. Gleichzeitig schlug er als Mitglied der Demokratischen Partei eine politische Laufbahn ein. Von 1889 bis 1891 gehörte er der New Jersey General Assembly an. Danach war er bis 1892 Richter im Gerichtsbezirk von Hoboken. Zwischen 1892 und 1898 saß Daly im  Senat von New Jersey. Im Juli 1896 war er Delegierter zur Democratic National Convention in Chicago, auf der William Jennings Bryan erstmals als Präsidentschaftskandidat nominiert wurde. Im gleichen Jahr leitete er den regionalen demokratischen Parteitag in New Jersey. Von 1896 bis 1898 war er außerdem Mitglied des Staatsvorstands seiner Partei.
Bei den Kongresswahlen des Jahres 1898 wurde William Daly im siebten Wahlbezirk von New Jersey in das US-Repräsentantenhaus in Washington, D.C. gewählt, wo er am 4. März 1899 die Nachfolge von Thomas McEwan antrat. Dieses Mandat konnte er bis zu seinem Tod am 31. Juli 1900 ausüben.